# Aud Egede-Nissen
Pour les articles homonymes, voir Egede, Nissen et Richter.
Aud Egede Nissen, connue aussi sous le nom de Aud Richter (née le 30 mai 1893 à Bergen; morte le 15 novembre 1974 à Oslo) était une actrice norvégienne qui tourna principalement dans des films allemands muets.

## Biographie
Aud Egede Nissen était une des six filles de l'homme politique Adam Egede-Nissen (en), dont sa sœur Gerd Grieg, et fut l'épouse de Georg Alexander.

## Filmographie partielle
- 1916 : Homunculus d'Otto Rippert
- 1920 : Anne Boleyn d'Ernst Lubitsch
- 1922 : Le Fantôme de Friedrich Wilhelm Murnau
- 1922 : Docteur Mabuse le joueur de Fritz Lang
- 1923 : L'Expulsion de Friedrich Wilhelm Murnau
- 1923 : La Rue de Karl Grune
- 1923 : Carrousel de Dimitri Buchowetzki

## Source de la traduction
- (de) Cet article est partiellement ou en totalité issu de l’article de Wikipédia en allemand intitulé « Aud Egede Nissen » (voir la liste des auteurs).